# Stenostreptus carvalhoi
Stenostreptus carvalhoi är en mångfotingart som beskrevs av Christoph D. Schubart 1947. Stenostreptus carvalhoi ingår i släktet Stenostreptus och familjen Spirostreptidae. Inga underarter finns listade i Catalogue of Life.